# Juncus astreptus
Juncus astreptus är en tågväxtart som beskrevs av Lawrence Alexander Sidney Johnson. Juncus astreptus ingår i släktet tåg, och familjen tågväxter. Inga underarter finns listade i Catalogue of Life.